# 林田スマのハートフルトーク
林田スマのハートフルトーク（はやしだスマのハートフルトーク）は、RKBラジオで放送されている、日曜午前のトーク番組である。
パーソナリティは、林田スマ。
提供スポンサーは、はせがわ。

## 放送時間
- 日曜日：9:00～9:25(JST)（「サンデースイングライフ」内）
  - 2007年3月までは、「サンデースイングライフ」に内包しない独立番組であった。

## 番組内容
毎週、様々な著名人をゲストに迎え、トークをする番組。
| スタブアイコン | サブスタブ | この項目は、まだ閲覧者の調べものの参照としては役立たない、ラジオ番組に関連した書きかけの項目です。この項目を加筆・訂正などしてくださる協力者を求めています（P:ラジオ/PJ:放送番組）。 |